# Vivek Ramaswamy
Vivek Ganapathy Ramaswamy, född 9 augusti 1985 i Cincinnati, Ohio, är en amerikansk affärsman, jurist och politiker. Han var en av kandidaterna i Republikanernas primärval 2024. 2014 grundade han bioteknikföretaget Roivant Sciences, som bedriver forskning och utveckling av läkemedel, bland annat med inriktning mot hudåkommor som akne, vitiligo och psoriasis.

## Biografi
Vivek Ramaswamys föräldrar är  indiska immigranter och han är född i Cincinnati, Ohio. Under sin uppväxt gick Ramaswamy ofta till sitt lokala hinduiska tempel i Dayton med sin familj.

## Politik

### Åsikter, värderingar, utspel
Ramaswamy anser att USA befinner sig mitt i en "nationell identitetskris" orsakat av vad han kallar "nya sekulära religioner".

## Kontroverser
I maj 2023 erkände Ramaswamy att han betalt en person för att göra ändringar i artikeln om honom själv på engelskspråkiga Wikipedia. Han förnekade att betalningen var politiskt motiverad.